# みゅー (女優)
MeW（みゅー、6月2日 - ）は、日本の女優、歌手、配信者、ハンドメイド作家。東京都出身。

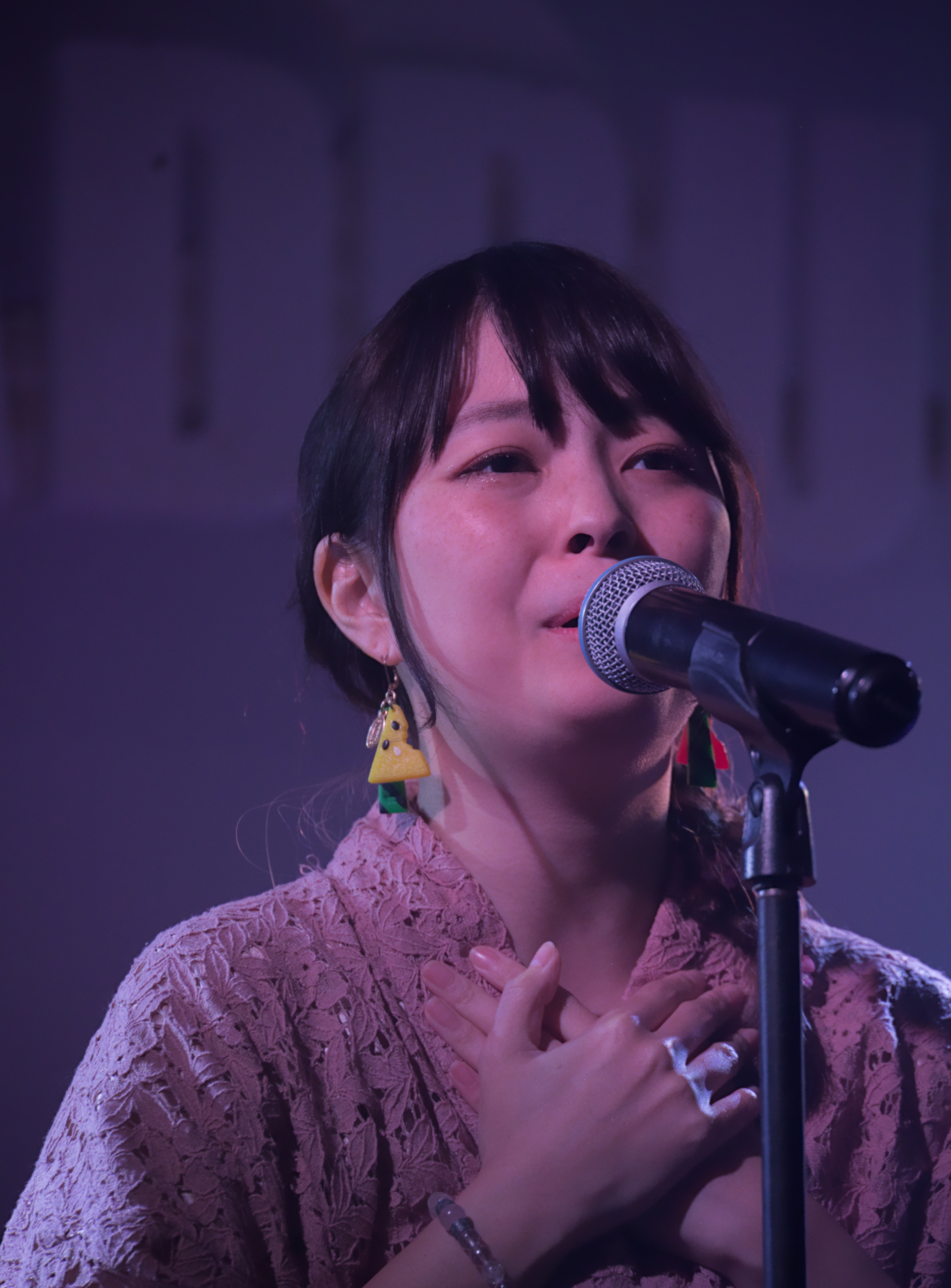
2024.8.17 みゅーの歌唱姿

## 来歴
両親が演劇学校で知り合ったため、芝居をさせたかったのでオーディションを受けて10歳で芝居デビュー。
2019年にハンドメイド作家、2022年3月にライバーデビューを果たした。

## 人物
- 趣味は、空想を形にすること。特技にジャズダンスと細かい作業を挙げている[1]。
- JNAネイル2級、ジェルネイル初級の資格を持っている[1]。
- 初舞台の時、本番終わりに母に「私はこれから死ぬまで、死んだ後も舞台に立ち続けるよ」と伝えた。

## 作品

### 舞台
- 児童劇団マンハッタンキッズ「キッズだらけの天使」（2004年8月、前進座劇場） - あかり 役
- エステー化学ミュージカル主催「赤毛のアン」（2005年8月、なかのZEROホール） - ダンサー
- ネルケプランニング主催 ミュージカル「しゅごキャラ!」（2009年8月13日 - 23日、博品館劇場） - 二宮 / バツたま 役[2][3]
- アフリカ座主催 舞台「げき☆えん」（2013年12月12日 - 16日、シアターグリーン BIG TREE THEATER） - ダンサー[4]
- 劇団ドリームクラブ主催 舞台「ドリームクラブ〜涙の卒業?!ピュアなハートでSeeYouAgain!〜」（2017年3月9日 - 12日、築地本願寺ブディストホール） - ノノノ 役[5]
- project juvenile主催
  - 舞台「Utopia」（2017年5月19日 - 21日、キーノートシアター） - マーヤー 役[6]
  - 舞台「絵師・松蔭堂」（2019年9月、中板橋新生館スタジオ） - 筒乃家美弥子 / 越前幾松 役
- 劇団参画自由主催
  - 舞台「L4 Time of ZERO」（2017年7月、日暮里D倉庫） - サラ 役[7]
  - 舞台「ブラッディハウス」（2019年6月、中板橋新生館スタジオ） - カレン 役
- 暴君ハヤブサ'69主催 舞台「夏の夜の夢のような夢の夜」（2017年8月18日 - 20日、北池袋新生館シアター） - ミホ 役[8]
- ゆめまち劇場主催
  - 舞台「INFINITY～幕末妖刀異譚～」（2017年10月19日 - 22日、浅草六区ゆめまち劇場） - 千葉さな子 役
  - 舞台「モデラート」（2018年1月4日 - 8日、浅草六区ゆめまち劇場） - めぐみ 役[9]
- 清月エンターテイメント主催 朗読劇「ボクと7通の手紙」（2018年2月、三鷹RIスタジオ） - 可奈 役（幼少期）[10]
- ブロードウェイバウンズ主催 舞台「ドラキュラバー2018」（2018年4月、萬劇場） - リン 役
- JAT produce主催 女たちの乱歩 舞台「黒蜥蜴」（2018年10月、小劇場てあとるらぽう） - 早苗 役
- 海賊のように飲む会主催
  - 舞台「それすなわち夢の中のあがきですから」（2019年2月、上野ストアハウス） - 内田内子 / 迷夢 役
  - 舞台「暖炉の中のあなたの知らない世界」（2019年10月、上野ストアハウス）
- 芝居家だんす公演「二天」（2020年1月、スタジオあくとれ） - おりん 役
- 翠座第14回公演「MASK」（2020年8月、早稲田クローバースタジオ）
- セミコロン公演「ココロゲソウ」（2024年10月、赤坂チャンスシアター）[11]

### ライブ
- ライブ（2020年7月26日、あさがやドラム）
- ライブ（2020年8月16日、あさがやドラム）
- ライブ（2021年12月25日、あさがやドラム）
- みゅーバースデーワンマンライブ（2022年6月5日、あさがやドラム）
- OMATSURI THE LiVE〜X-MAS CLIMAX〜（2022年12月24日、あさがやドラム）[12]
- ライブ（2024年8月17日、あさがやドラム）

### ゲーム
- D3P「地球防衛軍5」パッケージ版店舗特典 D3P WEB SHOP限定 - ピュアデコイ・ランチャー 役

### オーディオCD
- PROJECTBEE×LittleTrip#tone コラボレーション企画「青の純情」 - エメ 役
- Night☆Cap Story × 夢神楽「夢語り〜月闇の欠片〜」 - かぐや 役